# 岡本裕一朗
岡本裕一朗（日语：／ Okamoto Yuuichirou，1954年—），日本哲学、倫理學者，現任玉川大學教授。

## 經歷
1954年（昭和29年）出生於福岡縣，1978年畢業於山口大學文理学部哲学、倫理学科，1984年九州大学大学院文学研究科博士課程滿期退學。1997年以《精神現象學的體系構想-阿里士多德哲學的重建》（「精神の現象学」の体系構想 -アリストテレス哲学の再建）取得九大文学博士。其後先後擔任九州大学文学部助手、東和大學工学部講師、助教授、教授、玉川大学文学部教授。

## 著書
- 《反對！生命・環境倫理学》[註 1]，中西屋出版，2002年
- 《後現代的思想依據——911與管理社會》[註 1]，中西屋出版，2005年
- 《物與人——物質化、單一化》[註 1]，光文社新書，2006年
- 《從十二歳開始學現代思想》[註 1]，築摩新書，2009年
- 《黑格爾與現代思想的臨界點——後現代的貓頭鷹》[註 1]，中西屋出版，2009年
- 《新實用主義解析——後分析哲学的新發展》[註 1]，中西屋出版，2012年
- ，日本実業出版社，2012年
- 《思維實驗——連結世界與哲學的七十五個提問》[註 1]，築摩新書，2013年
- 《法國現代思想史——從構造主義至德希達之後》[註 1]，中公新書，2015年
- 《當代最新哲學應用》，鑽石社，2016年

### 共編著
- 《差異的倫理學》[註 1]（山内廣隆、手代木陽、上岡克巳、長島隆、木村博共著，中西屋出版系列〈人間論21世紀的課題〉，2007年
- 《黑格爾入門》[註 1]

### 翻譯
- 湯瑪斯·內格爾，與若松良樹共譯，昭和堂，1993年